# Кріштоф Мілак
Крістоф Мілак (угор. Milák Kristóf, нар. 20 лютого 2000, Будапешт, Угорщина) — угорський плавець, олімпійський чемпіон, чемпіон світу та Європи, багаторазовий призер чемпіонатів світу та Європи. Рекордсмен світу з плавання на дистанції 200 метрів батерфляєм.